# Interlaken West
Interlaken West – stacja kolejowa w Interlaken, w kantonie Berno, w Szwajcarii. Znajdują się tu 2 perony.